# Leptonetela martensi
Espèce
Leptonetela martensi est une espèce d'araignées aranéomorphes de la famille des Leptonetidae.

## Distribution
Cette espèce est endémique du Guizhou en Chine,. Elle se rencontre dans le xian de Sandu dans la grotte San.

## Description
Le mâle holotype mesure 2,20 mm et la femelle paratype 2,21 mm.

## Étymologie
Cette espèce est nommée en l'honneur de Jochen Martens.

## Publication originale
- Zhu & Li, 2021 : Five new leptonetid spiders from China (Araneae: Leptonetidae). Zootaxa, no 4984(1), p. 281-299.